# КВ-1С
КВ-1с — радянський важкий танк періоду  Німецько-радянської війни. Абревіатура КВ означає «Клим Ворошилов» — офіційна назва серійних радянських важких танків випуску 1940–1943 гг. Індекс 1с означає «швидкісну» модифікацію першої серійної моделі.
Ця бойова машина була розроблена конструкторським бюро Челябінського тракторного заводу (ЧТЗ) в травні — липні 1942 року у зв'язку зі скаргами командирів Робітничо-селянської Червоної армії (РСЧА)  на низьку рухливість і надійність початкового варіанту важкого танка КВ-1. З метою зниження загальної маси танка були дещо зменшені його габарити і ослаблене бортове бронювання. В результаті цих заходів зросли середня і максимальна швидкості руху танка, разом із введенням нової коробки зміни передач вдалося дещо підвищити загальну надійність машини при її експлуатації у військах. У порівнянні з КВ-1 озброєння залишилося колишнім, але ефективність його використання зросла — місце командира танка стало оснащуватися спостережною башточкою, що поліпшило огляд поля бою. До теперішнього часу зберігся тільки один повністю автентичний танк КВ-1с, ще два збережених танка є дослідним і перехідним від КВ-1 варіантами «швидкісної» модифікації.

## Опис конструкції
КВ-1с по своїй суті був модернізацією середньої глибини по відношенню до оригінальної моделі КВ-1. Основною метою модернізації було зменшення загальної маси танка, підвищення його швидкості і надійності при експлуатації, рішення незадовільної ергономіки робочих місць екіпажу на КВ-1. У порівнянні з КВ-1 «швидкісна» його модифікація отримала менш габаритний і масивний (в тому числі за рахунок ослаблення бронювання) корпус, нову башту з кардинально поліпшеною ергономікою, нову більш надійну коробку зміни передач. Озброєння та моторна група залишилися без змін. КВ-1с мав класичне компонування, що і всі інші серійні радянські важкі і середні танки того часу. Бронекорпус від носа до корми послідовно ділився на відділення управління, бойове відділення та моторно-трансмісійне відділення. Механік-водій і стрілець-радист розміщалися у відділенні керування, три інших члена екіпажу мали робочі місця в бойовому відділенні, яке об'єднувало середню частину бронекорпуса і башту. Там же розташовувалися гармата, боєзапас до нього і частина паливних баків. Двигун і трансмісія були встановлені в кормі машини.

### Броньовий корпус і башта
Броньовий корпус танку зварювався з катаних броньових плит товщиною 75, 60, 40, 30 і 20 мм. Броньовий захист диференційований, протиснарядний. Броньові плити лобової частини машини встановлювалися під раціональними кутами нахилу. Обтічна башта являла собою броньовий виливок складної геометричної форми, її борти товщиною 75 мм розташовувалися під кутом до вертикалі для підвищення снарядостійкості. Лобова частина башти з амбразурою для гармати, утворена перетином чотирьох сфер, відливалася окремо і зварювалася з рештою бронедеталей башти. Маска гармати являла собою циліндричний сегмент гнутої катаної бронеплити і мала три отвори — для гармати, спареного кулемета і прицілу. Товщина броні маски гармати і лобу башти досягала 82 мм башта встановлювалася на погон діаметром 1535 мм в броньовому даху бойового відділення і фіксувалася захватами щоб уникнути звалювання при сильному крені або перекиданні танка. Погон башти розмічають в тисячних для стрільби з закритих позицій.
Механік-водій розташовувався по центру в передній частині бронекорпуса танка, ліворуч від нього знаходилося робоче місце стрільця-радиста. Три члени екіпажу розташовувалися у башті: зліва від гармати були робочі місця навідника і командира танка, а праворуч — заряджаючого. Командир машини мав литу наглядову башточку з товщиною вертикальної броні до 60 мм. Посадка і вихід екіпажу робилися через два круглих люки: один у башті над робочим місцем заряджаючого і один на даху корпусу над робочим місцем стрільця-радиста. Корпус також мав днищевой люк для аварійного покидання екіпажем танка і ряд люків, лючків і технологічних отворів для навантаження боєкомплекту, доступу до горловини паливних баків, інших вузлів і агрегатів машини.

### Озброєння
Основним озброєнням КВ-1с була гармата ЗІС-5 калібру 76,2 мм. Гармата монтувалося на цапфах в башті і була повністю урівноважена. Сама башта із гарматою ЗІС-5 також була врівноваженою: її центр мас розташовувався на геометричній осі обертання. Гармата ЗІС-5 мала вертикальні кути наведення від −5 до +25°. Постріл проводився за допомогою електроспуска, а також ручного механічного спуску.
Боєкомплект гармати становив 114 пострілів унітарного заряджання. Постріли укладалися в башті і вздовж обох бортів бойового відділення.
На танку КВ-1с встановлювалися три 7,62-мм кулемети ДТ: спарений з гарматою, а також курсовий та кормовий в кульових установках. Боєкомплект до всіх ДТ становив 3000 патронів. Ці кулемети монтувалися таким чином, що при необхідності їх можна було зняти з установок і використовувати поза танком. Також для самооборони екіпаж мав кілька ручних гранат Ф-1 і іноді забезпечувався сигнальним пістолетом.

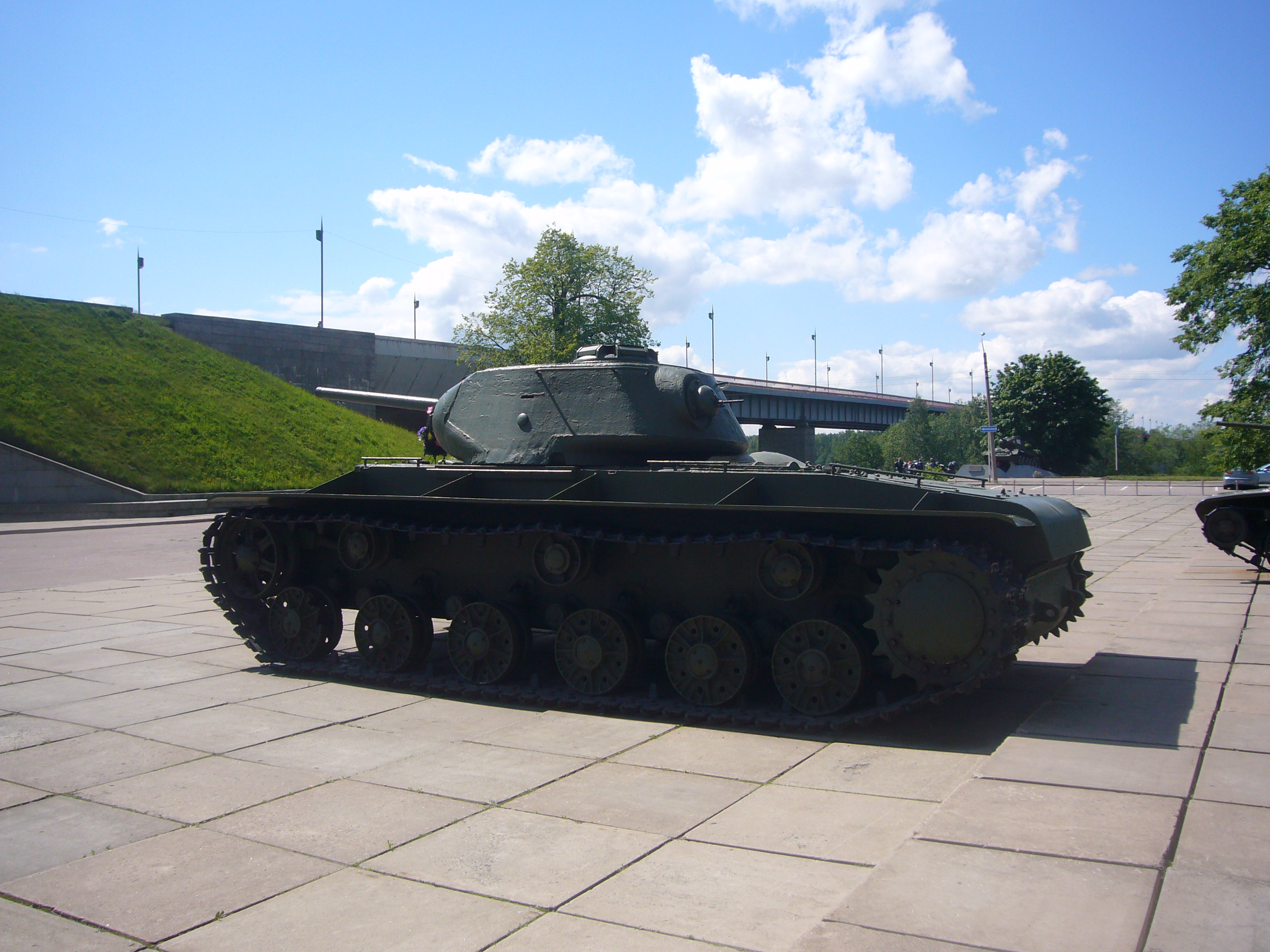
КВ-1с у діорами «Прорив блокади Ленінграда». Вигляд зліва-ззаду

### Двигун
КВ-1с оснащувався чотиритактним V-подібним 12-циліндровим дизельним двигуном В-2К потужність якого становила 600 к. с. (441 кВт). Пуск двигуна забезпечувався стартером СТ-700 потужністю 15 к. с. (11 кВт) або стисненим повітрям з двох резервуарів ємністю 5 л у бойовому відділенні машини. КВ-1с мав щільну компоновку, при якій основні паливні баки об'ємом 600–615 л розташовувалися і в бойовому, і в моторно-трансмісійного відділення. Танк також оснащувався чотирма зовнішніми додатковими паливними баками загальною ємністю 360 л, не пов'язаними з паливною системою двигуна.

### Трансмісія
Танк КВ-1с оснащувався механічною трансмісією, до складу якої входили:
- Багатодисковий головний фрикціон сухого тертя «сталі по феродо»;
- Чотириступінчаста коробка передач з демультиплікатором (8 передач вперед і 2 назад);
- Два багатодискових бортових фрикціони з тертям «сталь по сталі»;
- Два бортових планетарних редуктори.

Всі приводи керування трансмісією — механічні. Практично всі авторитетні друковані джерела визнають одним з найбільш істотних недоліків танків КВ-1 і машин на його базі низьку загальну надійність трансмісії в цілому, і на КВ-1с була встановлена нова коробка передач, згодом застосована на ІС-2.

### Ходова частина

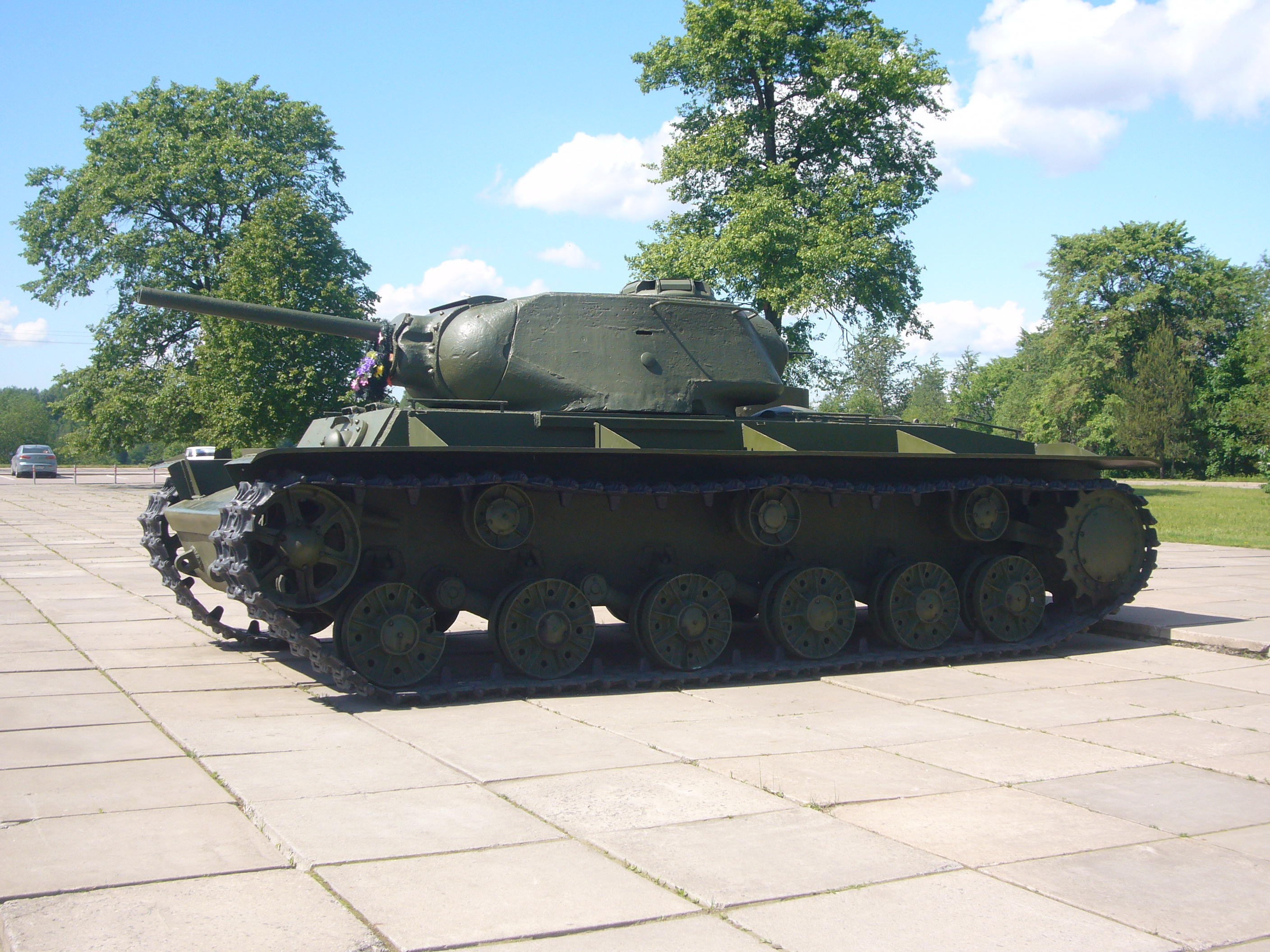
КВ-1с у діорами «Прорив блокади Ленінграда». Вигляд зліва

Ходова частина танка КВ-1с зберегла всі технічні рішення аналогічного вузла танка КВ-1, проте ряд деталей був зменшений в розмірах з метою зменшення загальної маси танка. Підвіска машини — індивідуальна торсіонна для кожного з 6 суцільнолитих двосхилих опорних котків діаметра 600 мм на борт. Опорні котки були двох видів: з отворами круглої форми, встановлені на більшості КВ-1с і з отворами трикутної форми, більшого розміру (вирізи полегшення розташовувалися між променями-ребрами ковзанок). Дані котки були встановлені на КВ-1с колони «Московський Колгоспник». Навпроти кожного опорного котка до бронекорпусу приварювалися обмежувачі ходу балансирів підвіски. Зачеплення — цівочне, вінці — знімні. Верхня гілка гусениці підтримувалася трьома підтримуючими котками на борт. Механізм натягу гусениці — гвинтовий; кожна гусениця складалася з 86-90 одногребневих траків шириною 608 мм. У порівнянні з танком КВ-1 ширина гусениці була зменшена на 92 мм.

### Електрообладнання
Електропроводка в танку КВ-1с була однопровідною, другим проводом служив бронекорпус машини. Виняток становило коло аварійного освітлення, яке було двопровідне. Джерелами електроенергії (робоча напруга 24 В) були генератор ГТ-4563А з реле-регулятором РРА-24 потужністю 1 кВт і чотири послідовно з'єднані акумуляторні батареї марки 6-СТЕ-128 загальною ємністю 256 А·год. Споживачі електроенергії включали в себе:
- Електромотор повороту башти;
- Зовнішнє та внутрішнє освітлення машини, прилади підсвічування прицілів і шкал вимірювальних приладів;
- Зовнішній звуковий сигнал і коло сигналізації від десанту до екіпажу машини;
- Контрольно-вимірювальні прилади (амперметр і вольтметр);
- Електроспуск гармати;
- Засоби зв'язку — радіостанція та танковий переговорний пристрій;
- Електрика моторної групи — стартер СТ-700, пускове реле РС-371 або РС-400 і т. д.

### Засоби спостереження і приціли
На КВ-1с вперше для великосерійного радянського танка встановили командирську башточку з п'ятьма оглядовими щілинами із захисним склом. Механік-водій у бою вів спостереження через оглядовий прилад із триплексом, який захищався броньовою заслінкою. Цей оглядовий прилад встановлювався в броньованому люку-пробці на лобовій бронеплиті по поздовжній осьовій лінії машини. У спокійній обстановці цей люк-пробка міг бути висунутий вперед, забезпечуючи механіку-водію більш зручний безпосередній огляд з його робочого місця.
Для ведення вогню КВ-1с оснащувався двома гарматними прицілами — телескопічним ТОД-6 для стрільби прямою наводкою і перископічним ПТ-6 для стрільби з закритих позицій. Головка перископічного прицілу захищалася спеціальним броньовим ковпаком. Для забезпечення можливості вогню в темний час доби шкали прицілів мали прилади підсвічування. Курсовий та кормовий кулемети ДТ могли комплектуватися прицілом ПУ від снайперської гвинтівки з триразовим збільшенням.

### Засоби зв'язку
Засоби зв'язку включали в себе радіостанцію 9Р (або 10Р, 10РК-26) та переговорний пристрій ТПУ-4-Біс на 4 абонента.
Радіостанції 10Р або 10РК представляли собою комплект із передавача, приймача і умформерів (одноякорних мотор-генераторів) для їх живлення, що приєднувалися до бортової електромережі напругою 24 В.
10Р являла собою симплексну лампову гетеродинну короткохвильову радіостанцію, яка працює в діапазоні частот від 3,75 до 6 МГц (відповідно довжини хвиль від 50 до 80 м). На стоянці дальність зв'язку в телефонному (голосовому) режимі досягала 20-25 км, в русі вона незначно зменшувалася. Велику дальність зв'язку можна було отримати в телеграфному режимі, коли інформація передавалася телеграфним ключем азбукою Морзе чи іншою дискретною системою кодування. Стабілізація частоти здійснювалася знімним кварцовим резонатором, плавне підстроювання частоти відсутнє. 10Р дозволяла вести зв'язок на двох фіксованих частотах; для їх зміни використовувався інший кварцовий резонатор з 15 пар в комплекті радіостанції.
Радіостанція 10РК була технологічним поліпшенням попередньої моделі 10Р, вона стала простіше і дешевше у виробництві. У цієї моделі з'явилася можливість плавного вибору робочої частоти, число кварцових резонаторів було зменшено до 16. Характеристики по дальності зв'язку значних змін не зазнали.
Танковий переговорний пристрій ТПУ-4-Біс дозволяв вести переговори між членами екіпажу танка навіть в сильно зашумленной обстановці і підключати шоломофонну гарнітуру (головні телефони і ларингофони) до радіостанції для зовнішнього зв'язку.

## Бойове застосування
Створення КВ-1с було виправданим кроком в умовах невдалого першого етапу війни. Однак цей крок лише наблизив КВ до середніх танків. Армія так і не отримала повноцінного (за пізнішими стандартами) важкого танка, який би різко виділявся від середніх по бойової потужності. Таким кроком могло б стати озброєння танка 85-мм гарматою. Але далі експериментів справа не пішла, так як звичайні 76-мм танкові гармати в 1941–1942 роках без проблем боролися з будь-якою німецькою бронетехнікою. Причин для посилення озброєння не було.
Проте після появи в німецькій армії Pz. VI («Тигр») з 88-мм гарматою КВ відразу застаріли: вони були нездатні на рівних боротися з німецькими важкими танками. Восени 1943 року було випущено деяку кількість КВ-85 (розроблений на базі КВ-1с танк з 85-мм гарматою), але потім виробництво КВ було згорнуто на користь ІС.
Невелика кількість КВ-1с продовжувала використовуватися і в 1945 році; зокрема, в лютому 1945 року 68-та танкова бригада, що брала участь в боях за Кюстрінський плацдарм, мала два танки цього типу.

## Збережені екземпляри
- Дослідний танк КВ-1с (він же «Об'єкт 238» або КВ-85г), у якого штатна 76-мм гармата була замінена на 85-мм гармату, експонується в бронетанковому музеї в підмосковній Кубинці.
- Ще один меморіальний танк КВ в с. Парафіяни Новгородської області, випущений в 1942 році, являє собою перехідний варіант від КВ-1 до КВ-1с: від першого використаний бронекорпус, а від останнього — башта і ряд елементів ходової частини.
- У 2006 рік у в м. Кіровськ (Ленінградська область) був встановлений піднятий з дна болота і відреставрований по корпусу (але практично без траків правої гусениці) танк КВ-1с.

## КВ-1с в комп'ютерних і відеоіграх
КВ-1с присутній в наступних комп'ютерних іграх:
- У варгеймі «Лінія Фронту: Битва за Харків» (світова назва: «Achtung Panzer: Kharkov 1943»);
- У MMO-екшні «World of Tanks»
- У грі «Close Combat III: The Russian Front» (англ.) та її рімейку «Close Combat: Cross of Iron»  (англ.)
- У стратегії «Бліцкриг»
- В модифікації «Звільнення 1941-45» (Liberation mod) для Operation Flashpoint: Resistance;
- У грі «Red Orchestra: Ostfront 41-45»